# За пропастью во ржи
«За пропастью во ржи» (англ. Rebel in the Rye) — американская биографическая драма режиссёра Дэнни Стронга, основанная на романе Кеннета Славенски о Джероме Сэлинджере «Идя через рожь». Мировая премьера фильма состоялась 24 января 2017 года на Кинофестивале Сандэнс. В кинотеатрах США фильм вышел 8 сентября. В России релиз фильма состоялся 7 декабря 2017 года.

## Сюжет
Фильм рассказывает о жизни знаменитого, но предпочитавшего вести затворнический образ жизни писателя Джерома Сэлинджера, который получил всемирную известность после публикации его романа «Над пропастью во ржи».

## В ролях
| Актёр                | Роль              |
| -------------------- | ----------------- |
| Николас Холт         | Джером Сэлинджер  |
| Зои Дойч             | Уна О’Нил         |
| Кевин Спейси         | Уит Бернетт       |
| Сара Полсон          | Дороти Олдинг     |
| Брайан д’Арси Джеймс | Жиру              |
| Кейт Родман          | секретарь Жиру    |
| Виктор Гарбер        | Соломон Сэлинджер |
| Хоуп Дэвис           | Мириам Сэлинджер  |
| Люси Бойнтон         | Клэр Дуглас       |
| Джеймс Урбаняк       | Гас Лобрано       |
| Адам Буш             | Найджел Бенч      |
| Джеффресон Мейс      | Уильям Максвелл   |
| Александр Гармендиа  | солдат США        |

## Производство
29 апреля 2014 года было объявлено, что сценарист и актер Дэнни Стронг сделает свой режиссёрский дебют с биографическим фильмом «Война Сэлинджера», основанным на романе Кеннета Славенски «Идя через рожь», который основан на жизни молодого Сэлинджера в начале 1940-х годов. Стронг купил книгу и адаптировал сценарий фильма, который финансировался компанией Black Label Media.
31 августа 2015 года Николас Холт был выбран на роль Сэлинджера, а фильм сменил название на «За пропастью во ржи». 19 января 2016 года Кевин Спейси присоединился к фильму, чтобы сыграть Уита Бернетта, преподавателя в Колумбийском университете, редактора журнала «Story», и наставника молодого Сэлинджера. 12 февраля 2016 года Лора Дерн, Брайан Д’Арси Джеймс и Хоуп Дэвис были выбраны на неизвестные роли в фильме. 9 марта 2016 года Зои Дойч присоединилась к фильму в роли дочери писателя Юджина О’Нила, Уны О’Нил, у которой были прекрасные отношения с Сэлинджером. На следующий день к фильму присоединился Виктор Гарбер, чтобы сыграть роль отца Сэлинджера, Сола Сэлинджера. 7 апреля 2016 года Люси Бойнтон присоединилась к фильму на неизвестную роль. 26 апреля Сара Полсон была выбрана на роль Дороти Олдинг, лояльного агента, который поддерживал молодого Сэлинджера на протяжении всей его карьеры. В мае 2016 года стало известно, что Джеймс Урбаняк был выбран на роль Гуса Лобрано.

### Съемки
Основные съемки фильма начались 26 апреля 2016 в Нью-Йорке.

## Критика
Фильм получил смешанные отзывы кинокритиков. На сайте Rotten Tomatoes фильм имеет рейтинг 29 % на основе 73 рецензий со средним баллом 5,2 из 10. На сайте Metacritic фильм имеет оценку 46 из 100 на основе 30 рецензий критиков, что соответствует статусу «смешанные или средние отзывы».